# Liste der Baudenkmale in Wienhausen
In der Liste der Baudenkmale in Wienhausen sind alle Baudenkmale der niedersächsischen Gemeinde Wienhausen im Landkreis Celle aufgelistet.  Die Quelle der Einträge ist der Denkmalatlas Niedersachsen mit tw. Kürzungen. Der Stand der Liste ist der 1. Juni 2024.

## Allgemein
In den Spalten befinden sich folgende Informationen:
- Lage: die Adresse des Baudenkmales und die geographischen Koordinaten. Kartenansicht, um Koordinaten zu setzen. In der Kartenansicht sind Baudenkmale ohne Koordinaten mit einem roten Marker dargestellt und können in der Karte gesetzt werden. Baudenkmale ohne Bild sind mit einem blauen Marker gekennzeichnet, Baudenkmale mit Bild mit einem grünen Marker.
- Bezeichnung: Bezeichnung des Baudenkmales
- Beschreibung: die Beschreibung des Baudenkmales. Unter § 3 Abs. 2 NDSchG werden Einzeldenkmale und unter § 3 Abs. 3 NDSchG Gruppen baulicher Anlagen und deren Bestandteile ausgewiesen.
- ID: die Objekt-ID des Baudenkmales
- Bild: ein Bild des Baudenkmales, ggf. zusätzlich mit einem Link zu weiteren Fotos des Baudenkmals im Medienarchiv Wikimedia Commons. Wenn man auf das Kamerasymbol klickt, können Fotos zu Baudenkmalen aus dieser Liste hochgeladen werden:

## Bockelskamp
| Lage                                                           | Bezeichnung               | Beschreibung | ID       | Bild |
| -------------------------------------------------------------- | ------------------------- | --- | -------- | ---- |
| Im Winkel 1 52° 34′ 41″ N, 10° 8′ 49″ O                        | Wohn-/ Wirtschaftsgebäude | Zur Straße Im Winkel giebelständiger Zweiständerbau in Fachwerk mit geschlämmten Backsteinausfachungen unter Halbwalmdach in roter Hohlpfannendeckung. Konstruiert als Jochbalkenhaus mit Sturmstreben in Oberrähmkonstruktion auf Backsteinsockel. Errichtet zwischen 1536 (d) und 1547 (d), Kammerfach 1613 (d). Erneuerung des Wohn- und Wirtschaftsgiebels nach 1900. | 33765675 | BW   |
| Lange Straße 40 52° 34′ 45″ N, 10° 8′ 49″ O                    | Wohn-/ Wirtschaftsgebäude | | 33765694 |      |
| Lange Straße 40 52° 34′ 44″ N, 10° 8′ 48″ O                    | Speicher                  | Giebelständiger, breiter und zweigeschossiger Fachwerkbau unter hohlpfannengedeckten Satteldach. Fachwerkgefüge mit verputzter Ausfachung in Lehmstakung, Gebäude durch seitliche Kübbungen vergrößert. Nördliche Achsenmitte ab OG risalitartig vorkragend, von Ladeluken flankiert, ebengleiche im Giebelfeld, Schwellriegel mit Sinnspruch. 1603(i) errichtet. | 33765656 | BW   |
| Lange Straße 40 52° 34′ 45″ N, 10° 8′ 47″ O                    | Brunnen                   | Brunnen in quadratischer Fassung aus großen ungeglätteten Sandsteinplatten, darin gemeißelte Inschrift. Ehemalige Wippe heute nicht erhalten. Am Brunnen Wassertrog, ebenfalls aus Sandstein. 1705 (i) errichtet. | 33767172 | BW   |
| Lange Straße 40 52° 34′ 46″ N, 10° 8′ 48″ O                    | Backhaus                  | Fachwerkbau mit Ankerbalkenkonstruktion auf Ziegelsockel unter Satteldach in Ziegelpfannendeckung. Fachwerkgefüge mit starken Eichenholzabbund, Ofen nicht erhalten. Im Inneren gerade, einfache Kopfbänder und geschwärzte Deckenbalken. Datiert auf erste Hälfte 16. Jh. | 33767153 | BW   |
| Mittelweg 2 52° 34′ 51″ N, 10° 9′ 4″ O                         | Wohn-/ Wirtschaftsgebäude | Zweiständer-Fachwerkbau mit Jochbalkenkonstruktion unter Halbwalmdach in Ziegel-Hohlpfannendeckung. Zur Südseite achsenmittiges Dielentor, Fachwerkgefüge mit roter Ziegelausfachung und partiell mit Kopfstreben-Paaren. Anfang 17. Jh. errichtet. | 33765715 |      |
| Schulstraße 1 52° 34′ 48″ N, 10° 8′ 56″ O                      | Wohn-/ Wirtschaftsgebäude | Zweiständer-Fachwerkbau in Jochbalkenkonstruktion in Unterrähmzimmerung unter Halbwalmdach in roter Hohlpfannendeckung. Zur Südseite außermittiges Dielentor mit zweifeldigen Vorschauer. Fachwerkgefüge mit zweifeldigen, teils gebogenen Streben sowie roter Backsteinausfachung. Schwellriegel mit Inschrift. Südwestecke mit Wirtschaftsanbau. 1674 errichtet. | 33765734 | BW   |
| Schulstraße 3 52° 34′ 48″ N, 10° 9′ 0″ O                       | Speicher                  | Kleiner Fachwerkspeicher unter Satteldach in roter Hohlpfannendeckung. Fachwerkgefüge mit geschosshohen, gebogenen Streben sowie roter Backstein-Sichtausfachung. Giebelfelder mit vertikaler Holzverschalung. | 33767019 | BW   |
| (Flackenhorst) Vor den Eichhöfen 8a 52° 34′ 17″ N, 10° 8′ 3″ O | Altenteil                 | Gebäude unter Halbwalmdach in roter Hohlpfannendeckung. Zweigeschossiges Wohnteil mit leicht vorkragenden OG über profiliert ausgestaltetem Gebälk, Schwellriegel mit Inschrift. Fachwerkgefüge mit geschosshohen Streben und Backsteinausfachung, kunstvoll verziert mit Rautenmustern und roten und gelben Backsteinen. Zur Südseite achsenmittiger Zugang mit Ladeluke darüber. Dach vom Wirtschaftsteil mit der Traufkante ein wenig tiefer abgeschleppt. Errichtet 1802. | 33765753 | BW   |

## Nordburg
| Lage                                         | Bezeichnung               | Beschreibung | ID       | Bild |
| -------------------------------------------- | ------------------------- | --- | -------- | ---- |
| Burgstraße 1 52° 34′ 38″ N, 10° 16′ 28″ O    | Speicher                  | Langgezogener Fachwerkbau auf Backsteinsockel unter Halbwalmdach in roter Hohlpfannendeckung. Fachwerkgefüge mit roter Backsteinausfachung, Drempel und Giebelbereich mit verputzter Ausfachung. Südliche Giebelseite mit Stichbalken, darunter Knaggen mit profiliertem Taubandmotiv, sowie Ladeluke. Östliche Traufseite mit Zugang mit Eselsrücken. Ältester Teil aus zweiter Hälfte 16. Jh., südliche Erweiterung von um 1600. | 33765816 | BW   |
| Burgstraße 1 52° 34′ 37″ N, 10° 16′ 29″ O    | Speicher                  | Zweigeschossiger Fachwerkbau auf Sockel unter Satteldach in roter Hohlpfannendeckung. OG allseitig vorkragend über Gebälk mit gerundeten Füllhölzern und Balkenköpfen wie mit Schiffskehlen profilierten Schwellriegel. Zwei Zugänge mit Eselsrücken im Türsturz. Fachwerkgefüge mit geschosshohen Streben und roter Backsteinausfachung. Im Speicherbau eine Häuslingswohnung. 1682 errichtet. | 33765793 | BW   |
| Burgstraße 1 52° 34′ 36″ N, 10° 16′ 30″ O    | Wohn-/ Wirtschaftsgebäude | | 33765772 | BW   |
| Burgstraße 3 52° 34′ 38″ N, 10° 16′ 34″ O    | Pfeiler                   | Toranlage des Hofes mit drei Torpfeilern aus Kalkstein mit Prellsteinen sowie profilierten Aufsätzen. Zur Straße hin ausgerichtete Inschriften, u.a. mit der Datierung „1884“, Kopfstücke mit Palmettenfries. | 33765856 | BW   |
| Burgstraße 3 52° 34′ 39″ N, 10° 16′ 33″ O    | Speicher                  | Zweigeschossiger und freistehender Fachwerkbau auf Backsteinsockel unter Satteldach in Ziegel-Hohlpfannendeckung. Fachwerkgefüge mit roter Backsteinausfachung, OG über profilierten Gebälk mit Knaggen und Füllhölzern zweifach vorkragend. 1608 errichtet. | 33765837 | BW   |
| Burgstraße 5 52° 34′ 42″ N, 10° 16′ 34″ O    | Wohn-/ Wirtschaftsgebäude | Auf dem Hofgefüge zurückgesetzter Zweiständerbau in Unterrähmzimmerung unter Schopfwalmdach in roter Hohlpfannendeckung mit Aufschieblingen. Südlicher Wirtschaftsgiebel mit leicht außermittigen Dielentor mit Vorschauer. Giebelfeld zweifach vorkragend mit geschnitztem Gebälk: Knaggen mit Beschlagwerkschnitzereien, gerundeten Füllhölzern mit Würfelfries, Schwelle mit Schiffskehlenprofil. Fachwerkgefüge mit zweifeldigen Streben und roter Backsteinausfachung, Brüstungsfelder im Giebelfeld mit Reihe Fußwinkelhölzern versehen. Wohngiebel in ähnlicher Ausgestaltung. 1681 errichtet, Umbauten im 18. Jh. | 33765875 | BW   |
| Burgstraße 5 52° 34′ 42″ N, 10° 16′ 35″ O    | Speicher                  | | 33765917 | BW   |
| Burgstraße 5 52° 34′ 41″ N, 10° 16′ 35″ O    | Scheune                   | Zum Wirtschaftshof traufständiger Fachwerkbau auf Werksteinsockel mit Backstein-Rollschicht unter Satteldach in roter Hohlpfannendeckung. Fachwerkgefüge mit geschosshohen Streben, zweifacher Verriegelung und roter Backsteinausfachung. Zur Hofseite zwei Quereinfahrten. In erster Hälfte 19. Jh. errichtet. | 33765896 | BW   |
| Burgstraße 5 52° 34′ 40″ N, 10° 16′ 36″ O    | Arbeiterwohnhaus          | An die Scheune leicht abgeknickt angebautes Arbeiterwohnhaus. Schlichter eingeschossiger Fachwerkbau unter Satteldach in roter Hohlpfannendeckung. Fachwerkgefüge mit roter Backsteinausfachung. 1853 errichtet. | 33765938 | BW   |
| Burgstraße 10 52° 34′ 39″ N, 10° 16′ 40″ O   | Speicher                  | | 33765980 | BW   |
| Offenser Straße 52° 34′ 41″ N, 10° 14′ 52″ O | Allerbrücke Schwachhausen | Straßenbrücke über die Aller, im Verlauf der K 49, km 1,289. Stahlfachwerk-Parallelträger-Zweifeldbrücke, genietete Stahlkonstruktion, schön geformte Betonbrüstungen auf den Flügelwänden, erbaut 1931. | 33766323 | BW   |

## Offensen
| Lage                                        | Bezeichnung   | Beschreibung | ID       | Bild |
| ------------------------------------------- | ------------- | --- | -------- | ---- |
| Alter Weg 2 52° 34′ 48″ N, 10° 13′ 35″ O    | Scheune       | Eingeschossiger Zweiständer-Fachwerkbau unter Halbwalmdach in Reetdeckung mit Uhlenlöchern. Südwestgiebel mit leicht außermittigen Dielentor, Giebelfelder über reich geschnitztem Gebälk -südlich mit Knaggen- vorkragend. Zur westlichen Traufseite achsenmittiger Zugang. Fachwerkgefüge mit roter Backsteinausfachung. 1619 errichtet, transloziert.                                                | 33766022 | BW   |
| An der Masch 4 52° 34′ 51″ N, 10° 13′ 24″ O | Speicher      | Zweigeschossiger Fachwerkbau auf Feldsteinsockel mit teils geschlämmten Backsteinausfachungen und unter Satteldach in roter Hohlpfannendeckung, nach Westen mit Walm und Uhlenlucht. OG in Ostfassade zweifach vorkragend auf Stichbalken und Taubandzier. Errichtet 1616(i). Tansloziert von Hof Nr. 11 in Bröckel und Umnutzung zur Ferienwohnung. 1985(a).                                           | 33766064 | BW   |
| An der Masch 4 52° 34′ 51″ N, 10° 13′ 25″ O | Imkerspeicher | Eingeschossiger zwei Fach langer Wandständerbau mit Drempel in Ankerbalkenkonstruktion und vertikaler bündiger Verbohlung unter Satteldach als Sparrendach mit einfacher Kehlbalkenlage in roter Hohlpfannendeckung. Errichtet 1555 (d). Vom Ursprungsstandort Hof Nr. 1 in Hassel transloziert 1982.                                                                                                   | 33766041 | BW   |
| An der Masch 4 52° 34′ 51″ N, 10° 13′ 25″ O | Scheune       | Giebelständiger Fachwerkbau in Hochrähmzimmerung mit durchgehälsten Ankerbalken, außermittiger Längsdurchfahrt, geschlämmter Lehmstakung und einfach auskragendem Giebel auf beschnitzten Knaggen mit vertikal verbrettertem Giebeldreieck nach Süden und unter nach Norden abgewalmten Satteldach in roter Hohlpfannendeckung. Errichtet 1669 (i). Transloziert von Hof Schollmeier, Isernhagen, 1974. | 33766086 | BW   |

## Oppershausen
| Lage                                        | Bezeichnung                       | Beschreibung | ID       | Bild           |
| ------------------------------------------- | --------------------------------- | --- | -------- | -------------- |
| Dorfstraße 20 52° 35′ 9″ N, 10° 11′ 55″ O   | Schafstall                        | Kleiner, allseitig verbretterter Fachwerkbau unter Schopfwalmdach in roter Hohlpfannendeckung. Errichtet in zweiter Hälfte 18. Jh. | 33766129 | BW             |
| Dorfstraße 32 52° 35′ 10″ N, 10° 12′ 10″ O  | Wohn-/ Wirtschaftsgebäude         | Zweiständer-Fachwerkbau unter Halbwalmdach in Hohlpfannendeckung. Zur Nordseite achsenmittiges Dielentor mit Vorschauer, darüber Ladeluke. Fachwerkgefüge mit Backsteinausfachungen, zur Nordseite Kopfwinkelhölzer unter Schwellbalken. Zur Ostseite späterer Anbau. 1613 (i) errichtet. | 33766148 | BW             |
| Dorfstraße 38 52° 35′ 12″ N, 10° 12′ 14″ O  | Scheune                           | Zur Straße traufständig ausgerichteter längsoblonger Fachwerkbau unter Halbwalmdach in roter Hohlpfannendeckung. Giebelseiten mit achsenmittiger Längsdurchfahrt und Ladeluken im Dachstock. Fachwerkgefüge mit verputzten Ausfachungen, südlich Holzanbau unter stumpfwinkelig abgeschleppten Pultdach. Um 1900 errichtet. | 33767060 | BW             |
| Dorfstraße 38 52° 35′ 11″ N, 10° 12′ 15″ O  | Remise                            | Langgestreckter Fachwerkbau auf Backsteinsockel unter ziegelgedecktem Halbwalmdach. Zur Westtraufe Quereinfahrten sowie Ladestock. Fachwerkgefüge mit geschosshohen Streben und geschlämmter Ausfachung. Um 1850. | 33767105 | BW             |
| Dorfstraße 38b 52° 35′ 10″ N, 10° 12′ 15″ O | Wohn-/ Wirtschaftsgebäude         | Zweiständer-Fachwerkbau auf Ziegel- und Werksteinsockel unter Satteldach in roter Ziegelpfannendeckung. Zur Nordseite Wirtschaftsgiebel mit leicht außermittigen Dielentor, Giebelfeld über geschnitzten Gebälk vorkragend, dieses mit profilierten Knaggen und Laubstab-Fries im Schwellbalken. Giebelfeld mit Fußwinkelhölzern und vertikal Holzbohlenverkleidung im oberen Bereich, Ausfachungen mit Backstein, teils in Ziersetzung. Südliche Traufseite mit Backsteinmauerwerk unterfangen, zahlreiche Stalltüren. Wohnteil mit verputzten Gefachen, Giebelfeld über Profilknaggen vorkragend und vollflächig vertikal verbrettert. 1565 (i) errichtet.                                                                                              | 33766189 | BW             |
| Dorfstraße 38a 52° 35′ 9″ N, 10° 12′ 15″ O  | Kutscherhaus                      | Eingeschossiger traufständiger Fachwerkbau teils mit geschlämmten Backsteinausfachungen teils mit vertikaler Boden-Deckel-Schalung unter Halbwalmdach in roter Hohlpfannendeckung. Erste Hälfte 19. Jh. | 33767127 | BW             |
| Dorfstraße 38 52° 35′ 8″ N, 10° 12′ 16″ O   | Herrenhaus                        | Eingeschossiger giebelständiger Fachwerkbau mit geschlämmten Backsteinausfachungen einfach auskragend auf Konsolen und Füllhölzern unter Mansarddach, 17. Jh. Westlich Utlucht mit darüberliegendem Zwerchhaus in vertikalen Boden-Leisten-Schalung. Westlich winkelförmig angeordneter eingeschossiger traufständiger Fachwerkbau mit geschlämmten Backsteinausfachungen unter Mansarddach mit Mittelrisalit und Zwerchhaus mit Frontispitz, 19. Jh. Nach Osten Verandaanbau unter Satteldach auf Bruchsteinsubstruktion, nach Westen Fachwerkmauer mit geschlämmten Backsteinausfachungen, eingelassener hölzerner Spolie des 16. Jh., zweiflügeligem Tor mit Monogramm darüber, mit Kutscherhaus verbunden und so Ehrenhof bildend. Erweitert 1925(i). | 33766167 | BW             |
| Dorfstraße 38c 52° 35′ 11″ N, 10° 12′ 17″ O | Stall                             | Vierständer-Fachwerkbau auf Natursteinsockel unter Satteldach in Ziegel-Hohlpfannendeckung. Fachwerkgefüge mit geschosshohen Streben und Backsteinausfachung, die oberen Gefache zusätzlich verputzt. Nördlicher Wirtschaftsteil und südlicher Wohnteil. Errichtet in zweiter Hälfte 19. Jh. | 33766213 | BW             |
| Dorfstraße 38 52° 35′ 13″ N, 10° 12′ 16″ O  | Schafstall                        | Traufständig zur Straße ausgerichteter Fachwerkbau auf Backsteinsockel unter Satteldach in roter Hohlpfannendeckung. Fachwerkgefüge mit geschosshohen Streben, doppelter Verriegelung und Backsteinsichtausfachung. Zur Hofseite ausgerichtete Wirtschaftsöffnungen. Um 1850 errichtet. | 33767082 | BW             |
| Dorfstraße 38 52° 35′ 8″ N, 10° 12′ 15″ O   | Speicher                          | Eingeschossiger Fachwerkbau auf Backsteinsockel unter Satteldach in Ziegelpfannendeckung mit Aufschieblingen. Zur westlichen Traufseite Eingang mit Eselsrücken sowie kunstvoll verziertes Gebälk mit profilierten Knaggen, Zahnschnitt und Schiffskehlen, die Eckständer mit geschnitzten Hermen. Vorkragendes Giebelfeld mit Fußwinkelhölzern, Lüftungsfenster und Vertikalbehang über Hahnenbalken. Backsteinausfachungen, teils in Ziersetzung. Vermutlich Nachbau eines Speichers des 17. Jh., um 1900. | 33767038 | BW             |
| Dorfstraße 38 52° 35′ 10″ N, 10° 12′ 16″ O  | Allee - Rittergut Oppershausen    | Zweireihige Allee begleitet die Zufahrt des Rittergutes Oppershausen von Nord nach Süd. | 33765576 | BW             |
| Dorfstraße 38 52° 35′ 5″ N, 10° 12′ 19″ O   | Gutspark - Rittergut Oppershausen | Südöstlich an das Herrenhaus anschließend. Ehemalige barocke Gartenanlage aus dem 18. Jh., die im 19. Jh. zum Landschaftspark umgestaltet. Im südlichen Bereich waldartig, im nördlichen Bereich mit Pleasureground. Baumbestand ca. 150-250 Jahre alt. Verschiedene Skulpturen im Park verteilt. Darunter eine Sandsteinskulptur der Pallas Athene auf Postament mit metallenem Speer in rechter Hand aus dem 18. Jh. Eine Sandsteinskulptur eines Putto mit Trauben in den Händen auf hohem Postament aus dem 18. Jh. | 33766238 | BW             |
| Dorfstraße 38 52° 35′ 5″ N, 10° 12′ 21″ O   | Monopteros                        | Auf einseitig als Grotte angelegten Hügel. Auf Steinplattenbelag tragen acht hölzerne Säulen das achteckige spitz zulaufende Dach in Holzschindeldeckung. Um 1910. | 33765433 | BW             |
| Dorfstraße 52° 35′ 14″ N, 10° 12′ 16″ O     | Denkmal                           | | 33766260 | BW             |
| Kapellenweg 52° 35′ 15″ N, 10° 12′ 13″ O    | Maria-Magdalena-Kapelle           | Kleiner Fachwerkbau mit polygonalem Chorschluss auf Backsteinsockel unter Satteldach in roter Hohlpfannendeckung. Fachwerkgefüge mit Fußstreben-Paaren und roter Backsteinausfachung, zur Südseite Hauptportal mit Wappenstein und Inschriften. Mittig am Dachfirst Dachreiter mit Glockenhaube, mit Kupferblech behangen. Im Dachreiter Glocke von 1603 mit Inschrift: „Hans Wilken der gos mich zu Brunswich Wilhelm van Oppershusen heft mi laten geten.“. Innen verbrettertes Tonnengewölbe, ausgemalt mit Wolkenhimmel und Putten. 1657 errichtet. | 33766282 | Weitere Bilder |
| Kapellenweg 52° 35′ 15″ N, 10° 12′ 13″ O    | Kirchhof                          | Der Kirchhof mit historischen Grabsteinen umgibt die Maria-Magdalena-Kapelle allseitig. Mit altem Baumbestand. | 33766303 | BW             |

## Wienhausen
| Lage                                         | Bezeichnung                     | Beschreibung | ID       | Bild           |
| -------------------------------------------- | ------------------------------- | --- | -------- | -------------- |
| Am Speicher 5 52° 34′ 45″ N, 10° 11′ 4″ O    | Speicher                        | Zweigeschossiger Fachwerkspeicher unter Satteldach in Reetdeckung. Fachwerkgefüge mit Fußstreben-Paaren sowie roter Backsteinausfachung. Zweifache Geschossvorkragung über mit Schiffskehlen mit Perlstab sowie Zahnschnitt profilierten Gebälk mit gerundeten Balkenköpfen und Füllhölzern. Zugang im OG über hölzerne Außentreppe, Türsturz mit Eselsrückenprofil. In zweiter Hälfte 17. Jh. errichtet. | 33766343 | BW             |
| An der Kirche 52° 34′ 48″ N, 10° 11′ 7″ O    | Probsteibrücke                  | Brücke über dem Mühlenkanal. Zugang zum Klostergelände und zum ehemaligen Probsteigebäude. Gepflasterte Fahrbahnplatte mit gusseisernen Brüstung, zur Westseite mit gusseisernen Tafel mit dem Hochheitswappen Georg V. Widerlager in Naturstein-Quadermauerwerk. Zufahrten von polygonalen Pfeilerstellungen und Brüstungswänden mit Prellsteinen flankiert. 1854 errichtet. | 33766590 | BW             |
| An der Kirche 52° 34′ 49″ N, 10° 11′ 7″ O    | Straße                          | Historischer Straßenzug mit Feldsteinpflaster. | 33766550 | BW             |
| An der Kirche 1 52° 34′ 50″ N, 10° 11′ 7″ O  | Kloster Wienhausen (Nonnenchor) | Westlicher Teil der Klosterkirche. Zweigeschossige Saalkirche aus Backstein von vier Jochen mit Kreuzrippengewölben unter Satteldach. Erbaut zusammen mit dem Westflügel der Klausur um 1310, ersetzt wesentlich kleineren, turmartigen Westbau wohl des 12. Jhs. (1969 ergraben). Äußeres mit Strebepfeilern und zweibahnigen Spitzbogenfenstern an der Südseite, polygonalem Treppenturm an der Südwestecke und Maßwerkfenster an der Westseite, darüber Treppengiebel. In Südostecke vor Gemeindekirche standerkerartiger Anbau in Bruchstein, unten Eingang zur Gemeindekirche aus dem 18. Jh., oben „Kleines Armarium“. Im EG durch acht Ständer in zwei Schiffe unterteilte Halle, die „Agneshalle“, mit Bretterdecke über Balken, auf Höhe des fünften Ständers hölzerne Trennwand, der östliche Teil zur Gemeindekirche. Darüber der Nonnenchor, von der Gemeindekirche durch eine zweigeschossige Empore mit hölzernen Gitterfenstern getrennt. Kurz nach der Erbauung entstandene Ausstattung in wichtigen Teilen erhalten (Gestühl, Wand- und Gewölbemalereien, Glasfenster). | 33766525 |                |
| An der Kirche 1 52° 34′ 50″ N, 10° 11′ 6″ O  | Kloster Wienhausen              | Nördlich der Klosterkirche gelegen und mit dieser baulich verbunden. Um zwei Kreuzgänge angeordnete zweigeschossige Anlage, überwiegend aus Backstein mit einzelnen Bauteilen in Fachwerk, die Flügel jeweils unter Satteldächern, nach Norden und Nordosten weitere Anbauten. Konglomerat aus unterschiedlichsten Bauperioden vom späten 13. bis zum frühen 21. Jh., Kern die ehemalige Klausur mit einer Hauptbauzeit im frühen 14. Jh. | 33766612 |                |
| An der Kirche 3 52° 34′ 51″ N, 10° 11′ 11″ O | Glockenturm                     | Glockenturm in Form eines mehrgeschossigen Fachwerkbaus unter quergelagerten Satteldach mit Aufschieblingen in roter Hohlziegelpfannendeckung. Glockengeschoss mit rechteckigen Schallarkaden, Turmschaft allseitig in vertikaler Holzbohlenverkleidung. Giebelfelder mit roter Backsteinausfachung, Dachfirst mit Schlagglocke mit kupferblechgedeckten Überdachung. 1701 errichtet. | 33766381 |                |
| An der Kirche 3 52° 34′ 51″ N, 10° 11′ 10″ O | Küsterhaus                      | Langgestreckter, traufständiger Backsteinbau unter Satteldach in roter Hohlpfannendeckung. Fenster mit Segmentbogenstürzen, Ortgang mit gelber Backsteinziersetzung. Ende 19. Jh. errichtet. | 33766863 | BW             |
| An der Kirche 5 52° 34′ 52″ N, 10° 11′ 11″ O | Stall                           | Massivbau in rotem Backsteinmauerwerk unter Satteldach in roter Hohlpfannendeckung. Neugotische Stilausprägungen. 1871 errichtet. | 33766402 | BW             |
| An der Kirche 52° 34′ 50″ N, 10° 11′ 9″ O    | Gemeindekirche                  | Ostteil der Klosterkirche, bereits im Mittelalter als Pfarrkirche des Ortes dienend. Älter als Klostergründung, wohl schon 1054 existierend. Ältester erhaltener Teil die Nordwand mit fünf vom Kreuzgang aus sichtbaren Rundbogenfenstern, wohl 12. Jh., gehörte zur Saalkirche mit eingezogenem Rechteckchor, der Rest 1959 und 1969 ergraben: Breite entsprechend dem heutigen Nonnenchor, die östliche Abschlusswand in der heutigen aufgegangen. Im Spätmittelalter nach Süden erweitert (Teile der Außenwand erhalten). 1704-1707 tiefgreifend umgebaut: Breite Saalkirche mit geradem Schluss, korbbogigen Fenstern und Spiegelgewölbe unter Satteldach. Ausstattung vom Anfang des 18. Jhs.: Kanzelaltar, Gestühl, Emporen. Älter die Nonnenempore im Westen an der Grenze zum Kloster und einige Grabplatten und Epitaphien. | 33766503 | Weitere Bilder |
| Hauptstraße 52° 34′ 48″ N, 10° 11′ 17″ O     | Pavillon                        | Oktogonaler Fachwerkbau auf Sandsteinsockel unter Walmdach in roter Hohlpfannendeckung mit Aufschieblingen. Fachwerkgefüge mit roter Backsteinausfachung in Ziersetzung. 1910 errichtet. | 33766423 | BW             |
| Hauptstraße 1 52° 34′ 48″ N, 10° 11′ 9″ O    | Wohn-/ Wirtschaftsgebäude       | Dreiständer-Fachwerkbau in Jochbalkenkonstruktion in Unterrähmzimmerung auf Sockel unter Halbwalmdach in roter Hohlpfannendeckung. Symmetrisches Fachwerkgefüge mit größtenteils geschosshohen Streben sowie geschlämmter Backsteinausfachung. Ostgiebel mit achsenmittigen Dielentor mit Vorschauer sowie Kopfwinkelhölzern unter dem Schwellriegel. Traufseitiger Dachüberstand auf profilierten Konsolen. Kübbungen mit ehemaligen Viehständen und Vorratskammern. Wirtschaftsteil in erster Hälfte 17. Jh. errichtet, Wohnteil im 19. Jh. ausgebaut. | 33766442 | BW             |
| Hauptstraße 3 52° 34′ 48″ N, 10° 11′ 11″ O   | Pfarramt                        | Zweigeschossiger Bau in Backsteinmauerwerk und Fachwerk über winkelförmigen Grundriss unter abgewinkelten Satteldächern in roter Falzziegeldeckung. EG in Backsteinmauerwerk, OG in Fachwerk mit verputzter Ausfachung, einfach vorkragend über Gebälk mit profilierten Balkenköpfen und Knaggen. Konvexe Südostecke mit Schwellinschrift. Südwestecke mit Fachwerk-Utlucht, von rückwärtigen Stufengiebel hervorgehoben. Östlich Utlucht mit Balkon, rückwärtig ebenfalls Stufengiebel. 1906 errichtet. | 33766463 |                |
| Hauptstraße 20 52° 34′ 48″ N, 10° 11′ 23″ O  | Wohnhaus                        | Eingeschossiger, traufständiger geschlämmter Backsteinbau auf Kellersockel unter Satteldach in Betondachsteindeckung. Südlich ein Mittelrisalit mit Rundbogenfenstern und Zwerchhaus, übrige Fenster mit Stichbögen. Hervorhebungen durch Ecklisenen und Konsolfriese. Westlich ein Seitenflügel mit Verbindungstrakt zum Hauptgebäude. Um 1880 errichtet. | 33766484 | BW             |
| Mühlenstraße 1 52° 34′ 48″ N, 10° 11′ 15″ O  | Dorfkrug                        | Traufständiger Dreiständer-Fachwerkbau unter nach Süden abgewalmten Satteldach in roter Hohlpfannendeckung. Stallteil in Ständerbauweise, um 1739, mit östlichen achsenmittigen Querzugang, Fachwerkgefüge mit doppelter Verriegelung und geschlämmter Backsteinausfachung. Wohnteil aus zweiter Hälfte 16. Jh. mit einem allseitig vorkragenden Kniestock in reicher Renaissancezierde, Knaggen unterschiedlich gestaltet, Schwellen mit Facettband, Schiffskehlen und linearen Mustern geschnitzt. EG und Kniestock mit Fußstreben-Paaren ausgesteift. | 33766882 | BW             |
| Mühlenstraße 2 52° 34′ 50″ N, 10° 11′ 16″ O  | Wohn-/ Wirtschaftsgebäude       | Dreiständer-Fachwerkbau unter Halbwalmdach in roter Hohlpfannendeckung mit Uhlenloch. Südlich zum Wirtschaftshof ausgerichtete außermittiges Dielentor mit moderner Verglasung, Fachwerkgefüge mit verputzten Ausfachungen. Zur westlichen Traufseite seitlicher Zugang zum Wohnteil. 1589 errichtet. | 33766903 | BW             |
| Mühlenstraße 3 52° 34′ 50″ N, 10° 11′ 14″ O  | Mühlengebäude                   | Zweigeschossiger Fachwerkbau unter Satteldach. Zum Mühlengraben kleiner Vorbau, symmetrisches Fachwerkgefüge mit geschosshohen Streben und Backsteinausfachung, Südseite eingeschossig ausgebildet. Zu Beginn des 20. Jh. erhielt die Mühle eine Turbine und erzeugte bis Mitte der 1960er Jahre Strom. | 52865434 |                |
| Mühlenstraße 5 52° 34′ 51″ N, 10° 11′ 13″ O  | Rathaus                         | Eingeschossiger Fachwerkbau unter steilem Satteldach in roter Hohlpfannendeckung mit Aufschieblingen. Nordöstliche Traufe mit Hauptzugang mit Ladeerker darüber. Fachwerkgefüge mit dreifacher Verriegelung und Backsteinausfachung, zweifeldige Streben, zumeist paarweise angeordnet. Westgiebel zweifach vorkragend über Ziergebälk, dieses mit profilierten Knaggen und mit Schiffskehlen, Taubändern und Perlschnur geschnitzten Schwell- und Füllhölzern. Brüstungsgefache mit Fußwinkelhölzern. Über dem Eingang Wappenstein mit Monogramm Ernst August I. von Hannover. 1591(i) errichtet, 1837(i) und 1967 restauriert. | 33766924 | BW             |
| Mühlenstraße 8 52° 34′ 54″ N, 10° 11′ 17″ O  | Wohnhaus                        | Zweigeschossiger, queraufgeschlossener Fachwerkbau auf verputzten Sockel unter Satteldach in roter Hohlpfannendeckung. Neunachsige Hauptfassade mit achsenmittigen Zugang und Frontispitz. Symmetrisches Fachwerkgefüge mit geschosshohen Streben, doppelter Verriegelung und roter Backsteinsichtausfachung. Fachgauben mit Vertikalverbretterung. In erster Hälfte 19. Jh. errichtet. | 33766963 | BW             |
| Mühlenstraße 52° 34′ 50″ N, 10° 11′ 12″ O    | Mühlenkanal                     | Mühlenkanal mit Unterteilung in Ober- und Unterwasser. | 33766943 | BW             |